# 科學與玄學的論戰
科學與玄學的論戰，簡稱科玄論戰，又名人生觀之論戰、科學與人生觀的論戰，是於1923－24年發生在中國學術界的一場有關「科學與人生觀」的學術爭論。參與辯論的學者分成「科學派」和「玄學派」 兩派，及後又加入中國共產黨人的「唯物史觀派」，多方展開過持續地激烈論戰。 諸位學者發表的評論，整理過後收錄於1923年12月初版的《人生觀之論戰》和《科學與人生觀》兩本論戰文集。《人生觀之論戰》立場傾向於玄學派；《科學與人生觀》立場傾向於科學派。

## 歷史背景及論爭發展
中華民國建國初期，梁啟超、張君勱、丁文江等中國學者到西方國家遊歷考察，並目睹戰爭以後的局勢發展，開始長期思考中國引進西方文明所帶來的價值，以及比較「中學」（舊學）和「西學」（新學）兩種學術思想的觀點。

### 論戰起始
1923年2月，張君勱應邀到清華大學主講《人生觀》，演講中列舉科學與人生觀的五項差異，主張科學對人生觀的無所作為，講義整理後發表於《清華週刊》。
張君勱的主張引起丁文江的反駁，同年4月在《努力週報》發表《玄學與科學——評張君勱的〈人生觀〉》一文，否定「科學對人生觀無所作為」的論點，率先向張君勱挑起論戰。
張君勱隨後在《晨報副刊》發表《再論人生觀與科學並答丁在君》，對丁文江做出回答。重申科學解決不了人生觀的問題，科學可以解決客觀、邏輯、分析、因果、普適的問題，但人生觀是主觀、直覺、綜合、自由意志、個體的問題，“何者為正當之人生觀，此問題乃亦不能答覆之問題焉。人生觀既無客觀標準，故惟有返求之於己，而絕不能以他人之現成之人生觀，作爲我之人生觀。”

### 開展及深入論戰
張君勱和丁文江的爭論涉及深奧的哲學問題，成為眾多學者的關注焦點，挑起多方面輪番爭論。張君勱的立場被丁文江稱爲“玄學”，被陳獨秀稱爲“唯心主義”；張君勱反對丁文江的“科學萬能論”，認為科學的能力有界限，並提出「知識二元論」的觀點。
張君勱方面主張科學無法解決人生觀的問題，被稱為玄學派（传统哲學思想）。張君勱不否定科學能夠促進社會物質的蓬勃發展，但認為物質文明會進一步促發戰爭，新青年更應該側重於孔孟、以至宋明理學為價值的精神文明，持有相似立場的學者包括梁啟超、張東蓀、瞿菊農、林宰平等人。
丁文江方面主張科學能夠解決人生觀的問題，被稱為科學派（科学主义思想）。丁文江主張「科學是萬能」，科學經驗並不只是局限於物質生活，同樣也可以適用於精神層面，他否認科學主義會導致戰爭，認為追求真理可用科學精神來排除主觀的直覺，持有相似立場的學者包括胡適、王星拱、任叔永、吳稚暉、范壽康、唐鉞等人。
及其後來，中國共產黨的陳獨秀、鄧中夏、瞿秋白等人也以唯物史觀派（馬克思主義思想）的觀點，加入發表評論。唯物史觀派亦信賴科學方法，但認為科玄兩派都是唯心主義，認為以科學主義為基礎的經驗並不可靠，忽略了唯物史觀的意義。陳獨秀為上海亞東圖書館編輯成冊的《科學與人生觀》寫序時，表達「只有客觀的物質原因可以變動社會，可以解釋歷史，可以支配人生觀，這便是‘唯物的歷史觀’」的唯物主義立場。
1923年11月29日，胡適同為《科學與人生觀》寫序，認為這是一場「為科學作戰」的論戰。胡適相信以科學為基礎的人生觀，但不同意陳獨秀的歷史唯物主義，他認爲陳獨秀用來解釋歷史的“客觀的物質原因”應該包括“經濟組織、知識、思想等等”，因爲思想歸根結底也是物質決定的，而不是像陳獨秀那樣只包括經濟，陳獨秀不包括思想反而是“不徹底的唯物論”。陳獨秀稱思想是上層建築，胡適偏離了“物質一元論”，走向了“心物二元論”，瞿秋白進一步地將胡適稱爲“唯心主義”。

### 尾聲
最終聲勢而言，科学派與唯物史观派相互結合，占據了表面上的上風，但論戰雙方並沒有得出相對明確的結論。 張君勱則因保持人生觀的哲学思想方面，而被丁文江派蒙上「玄學鬼」的污名。

## 各論發表時序

### 1923年2月－4月
- 張君勱《人生觀》，1923年2月14日在清華大學發表演講、講辭整理刊於《清華週刊》第272期
- 丁文江《玄學與科學——評張君勱的〈人生觀〉》，寫於1923年4月12日、發表於《努力週報》第48及49期
- 張君勱《再論人生觀與科學並答丁在君》（上、中、下），發表於北平《晨報副刊》

### 1923年5月－10月
- 梁啟超《關於玄學科學論戰之「戰時國際公法」——暫時局外中立人梁啟超宣言》，寫於1923年5月5日、發表於《時事新報·學燈》
- 胡適《孫行者與張君勱》，寫於1923年5月11日、發表於《努力週報》
- 任叔永《人生觀的科學或科學的人生觀》，寫於1923年5月、發表於《努力週報》
- 孫伏園《玄學科學論戰雜話》，寫於1923年5月、發表於《時事新報·學燈》
- 梁啟超《人生觀與科學——對於張、丁論戰的批評》，寫於1923年5月23日、發表於《時事新報·學燈》
- 章演存《張君勱主張的人生觀對科學的五個異點》，寫於1923年5月、發表於《努力週報》
- 朱經農《讀張君勱論人生觀與科學的兩篇文章後所發生的疑問》，寫於1923年5月、發表於《努力週報》
- 林宰平《讀丁在君先生的〈玄學與科學〉》，寫於1923年5月、發表於《時事新報·學燈》
- 甘蟄仙《人生觀與知識論》
- 屠孝實《玄學果為癡人說夢耶？》，發表於《晨報》五週年紀念刊
- 丁文江《玄學與科學——答張君勱》，寫於1923年5月30日、發表於《努力週報》第54及55期
- 唐鉞《心理現象與因果律》，寫於1923年5月、發表於《努力週報》
- 張君勱《科學之評價——張君勱先生在中國大學講》（童過西筆記），發表於《時事新報·學燈》
- 張東蓀《勞而無功——評丁在君先生口中的科學》，發表於《時事新報·學燈》
- 菊農《人格與教育》，發表於《晨報副刊》
- 陸志韋《「死狗」的心理學》，發表於《時事新報·學燈》
- 丁文江《玄學與科學的討論的餘興》，寫於1923年6月5日、發表於《努力週報》
- 唐鉞《「玄學與科學」論爭的所給的暗示》，發表於《努力週報》
- 唐鉞《一個癡人的說夢——情感真是超科學的嗎？》，發表於《努力週報》
- 王星拱《科學與人生觀》，發表於《努力週報》
- 唐鉞《科學的範圍》，發表於《努力週報》
- 钱穆[b]《旁觀者言》，發表於《時事新報·學燈》
- 瞿秋白《東方文化與世界文化》（署名屈唯它），發表於1923年6月15日《新青年季刊》第1期
- 頌皋《玄學上之問題》，寫於1923年7月2日、發表於《時事新報·學燈》
- 王平陵《「科哲之戰」的尾聲》，發表於《時事新報·學燈》
- 吳稚暉《箴洋八股化之科學》，發表於《晨報副刊》
- 范壽康《評所謂「科學與玄學之爭」》，寫於1923年7月10日、發表於《學藝》第5卷第4號.
- 唐鉞《讀了〈評所謂「科學與玄學之爭」〉以後》，寫於1923年9月22日、發表於《努力週報》
- 吳稚暉《一個新信仰的宇宙觀及人生觀》，發表於1923年8月－1924年3月上海《太平洋雜誌》第4卷第3及5號

### 1923年11月－1924年12月
- 陳獨秀《科學與人生觀·序》，寫於1923年11月13日
- 鄧中夏《中國現在的思想界》，發表於1923年11月24日《中國青年》第6期
- 胡適《科學與人生觀·序》，寫於1923年11月29日
- 胡適《答陳獨秀先生》，寫於1923年
- 瞿秋白《自由世界與必然世界——駁張君勱》，寫於1923年11月24日、發表於12月20日《新青年季刊》第2期
- 陳獨秀《答適之》，寫於1923年12月9日
- 張君勱《人生觀之論戰·序》，寫於1923年12月18日
- 論戰文集《人生觀之論戰》（郭夢良編輯），上海泰東圖書局編印，1923年12月出版
- 論戰文集《科學與人生觀》全二冊（汪孟鄒編輯），上海亞東圖書館編印，1923年12月出版（山東人民出版社於1997年3月再版）
- 蔡元培《五十年來中國之哲學》，收錄於申報館編印的《最近之五十年》，1923年12月出版
- 謝國馨《評吳稚暉的人生觀》，發表於1924年1月18日《時事新報·學燈》
- 鄧中夏《思想界的聯合戰線問題》，發表於1924年1月26日《中國青年》第15期
- 陳大齊《略評人生觀和科學論爭——兼論道德判斷的普效性》，發表於1924年2月25日《東方雜誌》第20卷第24號
- 范壽康《論人生觀的根本問題》，發表於1924年《學藝》第5卷第9號
- 唐鉞《哲學者之眼中釘——心理學》，發表於1924年《東方雜誌》第21卷第5號
- 張東蓀《科學與哲學——從我的觀點批評科玄論戰》，商務印書館編印，1924年6月出版
- 陳獨秀《答張君勱及梁任公》，寫於1924年5月25日、發表於1924年8月1日《新青年季刊》第3期
- 瞿秋白《實驗主義與革命哲學——駁胡適之》，發表於1924年8月1日《新青年季刊》第3期
- 蕭楚女《國民黨與最近國內思想界》（署名蕭初遇），寫於1924年7月29日、發表於1924年8月《新建設》第2卷第2期
- 張顏海《人生觀論戰餘評》（崔志德翻譯），發表於1924年12月18日《時事新報·學燈》
- 梁啟超《非「唯」》，發表於1924年
- 馮友蘭《一種人生觀》，商務印書館編印，1924年出版

## 註解
1. ↑  當時所稱“玄學”今譯爲形而上學。[1][2]
2. ↑  罗义俊于1987年将《旁觀者言》复印件寄转台北素书楼，经钱穆确认，是他的“旧作”。[14]

## 延伸閱讀
- s:丁文江的傳記/十二　《玄學與科學》的論爭(1923)（胡適著）
- 张君劢等. . 安徽: 黄山书社. 2008. ISBN 9787807078562.
- 黄玉顺. . 四川: 人民出版社. 2002. ISBN 9787220059230.

## 外部連結
- Google学术搜索“科玄论战”的结果
- CNKI搜索“科玄论战 （页面存档备份，存于）”的结果
- 万方数据搜索“科玄论战 （页面存档备份，存于）”的结果
- 科學與人生觀 （页面存档备份，存于），國家圖書館典藏由國家圖書館數位化
- 人生觀之論戰甲篇 （页面存档备份，存于），國家圖書館典藏由國家圖書館數位化
- 人生觀之論戰乙篇 （页面存档备份，存于），國家圖書館典藏由國家圖書館數位化